# Elisabeth Gössmann
María Elisabeth Gössmann (nacida María Elisabeth Placke; Osnabrück, Alemania, 21 de junio de 1928-Múnich, Alemania, 1 de mayo de 2019) fue una teóloga católica alemana y prominente representante de la teología feminista en el seno de la Iglesia católica. Se visualiza como representante «histórica de mujeres en la teología».

## Biografía
Después de completar la enseñanza secundaria en 1947, estudió teología, catolicismo, filosofía y filología alemana en la Universidad de Münster y en 1952 terminó la licenciatura. En la Universidad de Múnich estudió el caso de Michael Schmaus. Le interesaba también la escolástica y las órdenes franciscana y dominicana. En 1954, se doctoró allí (al mismo tiempo que sus compañeros Joseph Ratzinger y Uta Ranke-Heinemann). Hasta 1954, ninguna mujer se doctoraba en teología en esa universidad. Escribió Die Verkündigung an Maria im dogmatischen Verständnis des Mittelalters (Anunciación a María según la comprensión dogmática de la Edad Media). 
En 1954 se casó con el historiador literario Guillermo Gössmann, con quien tuvo dos hijas.

## Honores
- 1985: título de doctor honoris causa de la Universidad de Graz
- 1994: título de doctor honoris causa de la Universidad de Fráncfort del Meno
- 1997: Premio Herbert Haya
- 2003: título de doctor honoris causa de la Universidad de Bamberg
- 2003: título de doctor honoris causa de la Universidad de Lucerna

## Obra

### Libros
- María Isabel Gössmann (geb. Placke): la Anunciación a la Virgen María según la comprensión dogmática de la Edad Media. Múnich, 1957 (al mismo tiempo Hochschulschrift Munich, Marta López. Facultad De Tesis. v. 20. de junio de 1957)
- Elisabeth Gössmann (Ed.): Archivo de filosofía y estudios histórico-teológicos sobre las mujeres. En varios volúmenes, iudicium Múnich, a partir de 1984.
- Elisabeth Gössmann (Ed.) entre otros: Diccionario de la Teología feminista. 2. ed. completa. la especulación. y, fundamentalmente adultos. Ed. Casa bautista de publicaciones, 2002, ISBN 3-579-00285-6.
- Elisabeth Gössmann (Ed.): Sabiduría. Una hermosa rosa en la zarza (= Archivo de filosofía y theologiegeschichtliche estudios sobre las Mujeres, Tomo 8), Múnich, 2004, ISBN 3-89129-008-X.
- Julie Kirchberg (Ed.), Judith Könemann (Ed.), Martina Blasberg-Kuhnke (Contribución), entre otros: Frauentraditionen. Conversación con Isabel Gössmann. Ostfildern 2006, ISBN 978-3-7966-1258-9.
- Elisabeth Gössmann (Ed.), entre otros: El Diablo se quedó masculino. Discusión crítica de la "Biblia justa Idioma". Feminista, histórico y sistemático de las Contribuciones. Neukirchen-Vluyn 2007, ISBN 978-3-7887-2271-5
- Leon Gössmann (Ed.): Profesora en Tokio De Isabel Gössmann. Berlín, 2004

### Capítulos en libros y artículos
- Elisabeth Gössmann, La Christologietraktat en la Summa Halensis, en el caso de Buenaventura y Tomás de Aquino, en: Múnich, Revista Teológica (MThZ) 12, 1961, p. 177-191.
- Elisabeth Gössmann, las Mujeres en la Iglesia, sin Asiento y Voz? O: Roma locuta de causa non finita sed disputanda, en: Greinacher, Norbert (Ed.), Hans Küng (Ed.), Iglesia católica – donde? Contra la Traición al Concilio (= Piper, Banda 488), Múnich 1986, 3-492-00788-0, p. 295-306.
- Elisabeth Gössmann, Ipsa enim casi domus sapientiae. The Philosophical Anthropology of Hildegard de Bingen, en: Mystics Quarterly, Año 13, 1987, p. 146-154.
- Elisabeth Gössmann, Haec mulier est divinitas: La Parábola de la Mujer con la Dracma perdida en su Auslegungsgeschichte en el caso de los padres de la iglesia y de Hildegard de Bingen, en: Michael Langner (Ed.), Anselmo Bilgri (Ed.), Anchura de Corazón a escala de la Vida (= FS Odilo Lechner) Tomo I, Barcelona 1989, p. 607-615.

### Léxicos
- Elisabeth Gössmann, Hochscholastik, en Sacramentum Mundi, vol 2, Friburgo, en 1968, la Columna 708-725.
- Elisabeth Gössmann Fe (V. la Edad Media), en: TRE, Tomo XIII, en 1984, Columna 308-318.
- Elisabeth Gössmann, la Teología Feminista, en: Hans Waldenfels (ed.) Diccionario de las Religiones, de Friburgo, En 1987, Columna 174-176.
- Elisabeth Gössmann, Eva, en: Enciclopedia de la Edad Media, Tomo 4, Múnich, 1989, P. 124 - 126.
- Elisabeth Gössmann, Señora, Teológico-filosófico), en: el Léxico de la Edad Media, Tomo 4, Munich, 1989, p. 852-853.

### Revocaciones
- Elisabeth Gössmann, Reseña de Elisabeth Schüssler Fiorenza, En Memoria de. A las Feministas Theological Reconstruction of Christian Origins, Nueva York, 1983, en: ThRv, Año 80, 1984, p. 294-298.
- Elisabeth Gössmann, Reseña de Catherine Capelle, Thomas d'Aquin Féministe?, París en 1982, en: ThRv, Año 80, 1984, p. 203-206.
- Elisabeth Gössmann, Reseña a Claudia Opitz, Frauenalltag en la Edad Media, Weinheim 1985, en: Mittellateinisches Anuario, Año 22, 1987, p. 291-294.